# Wykrywanie anomalii
Wykrywanie anomalii (ang. anomaly detection), wykrywanie wartości odstających – zagadnienie analizy danych polegające na identyfikacji rzadkich jednostek, zdarzeń lub obserwacji, które wyraźnie odbiegają od dominującego wzorca i nie wpisują się w dobrze zdefiniowane pojęcie typowego zachowania. Takie przypadki mogą budzić podejrzenia, że zostały wygenerowane przez inny mechanizm lub wydawać się niespójne z resztą zbioru danych.

## Zastosowania
Wykrywanie anomalii znajduje zastosowanie w wielu różnych dziedzinach i stanowi ważny obszar nienadzorowanego uczenia maszynowego. Techniki te wykorzystywane są m.in. w cyberbezpieczeństwie, wykrywaniu włamań, oszustw i błędów, monitorowaniu stanu systemów, analizie danych z sieci czujników, indentyfikacji zaburzeń w ekosystemach, wykrywaniu defektów w obrazach za pomocą wizji maszynowej, diagnostyce medycznej i działaniach organów ścigania.

### Wykrywanie włamań
Wykrywanie anomalii zostało zaproponowane w systemach wykrywania włamań (IDS) w 1986 roku. Wykrywanie anomalii w systemach IDS odbywa się zazwyczaj za pomocą definiowania progów i statystyk, ale można to również zrobić za pomocą uczenia maszynowego.

### Wykrywanie oszustw w branży technologii finansowych
Wykrywanie anomalii jest kluczowe w technologiach finansowych w celu zapobiegania oszustwom.

### Infrastruktura informatyczna
W zarządzaniu infrastrukturą informatyczną, wykrywanie anomalii ma kluczowe znaczenie dla zapewnienia płynnego działania i niezawodności usług. Anomalie wykrywania mogą pomóc w identyfikowaniu i zapobieganiu potencjalnym spadkom wydajności lub awariom systemu, a tym samym utrzymaniu produktywności i efektywności procesów biznesowych.

### Systemy IoT
Wykrywanie anomalii ma kluczowe znaczenie dla bezpieczeństwa i wydajności systemów Internetu rzeczy (IoT). Pomaga w identyfikowaniu awarii systemów i naruszeń bezpieczeństwa w złożonych sieciach urządzeń IoT. Metody te muszą obsługiwać dane w czasie rzeczywistym, różne typy urządzeń i być efektywnie skalowalne.

### Przemysł
Wykrywanie anomalii jest kluczowe w przemyśle petrochemicznym w celu monitorowania krytycznych maszyn czy sieci przesyłu gazu i ropy. 